# OMSB
OMSB（オムスビ、1989年1月26日 - ）は、日本のヒップホップMC、トラックメイカー。SIMI LABのメンバー。

## 来歴
- 2007年、QNらと出会い、神奈川県SIMI CITYにてSIMI LABを結成。
- 2009年12月、SIMI LAB「WALKMAN」のMVをYouTube上に発表。
- 2011年11月、SIMI LABの1stアルバム『Page 1: ANATOMY OF INSANE』を発表。
- 2012年10月、1stソロ・アルバム『Mr. "All Bad" Jordan』を発表。
- 2014年11月、BLACK SMOKER RECORDSよりビートアルバム『OMBS』を発表。
- 2015年5月、2ndソロ・アルバム『Think Good』を発表。

## ディスコグラフィー

### アルバム
- Mr. "All Bad" Jordan（SUMMIT）（2012年10月26日）
- OMBS（BLACK SMOKER）（2014年11月15日）
- Think Good（SUMMIT）（2015年5月2日）

### シングル&EP
- The Report（2010年）*EP
- WAH NAH MICHEAL /  Japanese Bukkake Tracks Vol.2（2011年）*ミックステープ
- HULK（SUMMIT）（2012年8月14日）*配信のみ
- 波の歌 （2019年）
- MONKEY (2021年)
- HAVEN (2021年)

### ユニット作品
- DJ Hi'Spec & J.T.F from SIMI LAB / Round Here（SUMMIT）（2011年2月18日）
- J.T.F from SIMI LAB / ROUND HERE: FREE DL（2011年4月1日）*ミックステープ
- SIMI LAB / Page 1: ANATOMY OF INSANE（SUMMIT）（2011年11月11日）
- Champ / Cigar（2013年12月31日）
- SIMI LAB / Page 2: Mind Over Matter（SUMMIT）（2014年3月5日）

### 参加曲
- METEOR / MOTEL feat. DEJI, QN, OMSB'Eats & CUTE（2009年11月27日）
- QN
  - Welcome 2 My Lab（2010年7月29日）
  - 知らない先輩（2010年7月29日）
- DJ Hi'Spec & J.T.F from SIMI LAB
  - F.T.B（2011年2月18日）
  - Please（2011年2月18日）
  - Dick One（2011年2月18日）
  - Dope Bitch（2011年2月18日）
  - Killy（2011年2月18日）
  - My Song（2011年2月18日）
- Earth No Mad
  - Walk Man (Album Version) feat. SIMI LAB（2011年3月25日）
  - Fake Homie feat. OMEN & OMSB'Eats（2011年3月25日）
  - Who Know feat. QN & OMSB'Eats（2011年3月25日）
  - Anti Dote feat. OMSB'Eats（2011年3月25日）
- AIR BOURYOKU CLUB / GTA feat. OMSB'Eats（2011年8月17日）
- LOWPASS / Smell feat. QN & OMSB'Eats（2011年12月14日）
- QN / Projects feat. OMSB & MARIA（2011年12月23日）
- DC/PRG
  - マイクロフォン・タイソン feat. SIMI LAB（2012年3月28日）
  - Uncommon Unremix feat. SIMI LAB（2012年3月28日）
- 田我流 / ハッピーライフ feat. QN, OMSB'Eats, MARIA from SIMI LAB（2012年4月11日）
- QN / Cray Man（2012年6月15日）
- RAU DEF / Open Ur Mind feat. VITO, OMSB, MONDOH（2012年6月20日）
- DJ ZAI
  - Get Down feat. OMSB & MARIA（2012年10月17日）
  - Rule feat. OMSB（2012年10月17日）
- VITO / 百鬼夜行 弐 feat. OMSB（2012年12月21日）
- SOAKUBEATS / Watcher feat. OMSB（2012年12月24日）
- DyyPRIDE / 煌めいた監獄 feat. OMSB（2013年3月8日）
- B.I.G. JOE / Lost In Meditation feat. OMSB（2013年3月20日）
- MARIA
  - Movement feat. USOWA, OMSB & DIRTY-D（2013年7月12日）
  - Roller Coaster feat. JUMA & OMSB（2013年7月12日）
- JAZZ DOMMUNISTERS
  - DRIVE feat. OMSB & AI ICHIKAWA（2013年11月6日）
  - FOOD feat. MOE, MARIA, OMSB & AI ICHIKAWA（2013年11月6日）
  - 夜戦と恋愛 feat. AI ICHIKAWA, DyyPRIDE & OMSB（2013年11月6日）
  - NEW DAY feat. OMSB（2013年11月6日）
- 菊地成孔とペペ・トルメント・アスカラール / ミケランジェロ（2014年3月19日）
- RIKKI / BLACKGATE feat. DyyPRIDE & OMSB（2014年9月25日）
- NORIKIYO / Hey Money Remix feat. ZORN, AKLO & OMSB（2014年10月1日）
- Damien Collaona / Craziez feat. OMSB, Borujob（2014年10月29日）
- DJ SEIJI / Black Belt feat. OMSB（2014年11月12日）
- Rinbjo / さよなら feat. OMSB（2014年12月24日）
- 入江陽 / やけど feat. OMSB（2015年1月7日）
- PUNPEE, VaVa, OMSB - Wheels feat.吉田沙良 （モノンクル）（2021年8月25日）

### プロデュース曲
- 楽団ひとり / he's so unuseual（OMSB'Eats REMIX）（2011年3月26日）*rmx by OMSB'Eats
- DJ Hi'Spec & J.T.F from SIMI LAB / F.T.B（2011年2月18日）
- AIR BOURYOKU CLUB / GTA feat. OMSB'Eats（2011年8月17日）*prod as OMSB'Eats
- SIMI LAB
  - Natural Born（2011年11月11日）
  - Uncommon（2011年11月11日）*prod as WAH NAH MICHEAL
  - Twisted（2011年11月11日）
  - The Blues（2011年11月11日）
  - That's What You Think（2011年11月11日）*prod as WAH NAH MICHEAL
  - Get Drowned（2011年11月11日）
  - Moonbeam（2011年11月11日）
  - Brave New World（2011年11月11日）
- QN
  - B.A.D（2011年12月23日）
  - Dead Man Walking（OMSB Remix）（2011年12月6日）*remix by OMSB
  - Criative Commons Deed（2011年12月23日）
  - Cheep Shop（2011年12月23日）
  - Projects feat. OMSB & MARIA（2011年12月23日）
- HIGH 5 / どぶろくRAP feat. Cherry Brown（WAH NAH MICHEAL REMIX）（2012年2月14日）*prod as WAH NAH MICHEAL
- Cherry Brown / 私信（2012年4月20日）
- MEGA-G / PEACE TO DA HARDCORE（2012年9月30日）*remix by OMSB
- 泉まくら / ムスカリ（2012年11月29日）
- DyyPRIDE / 極東のと或る監獄にて（2013年3月8日）*prod by DyyPRIDE & OMSB
- B.I.G. JOE / Lost In Meditation feat. OMSB（2013年3月20日）
- 黄猿 / マイペース（2013年4月4日）
- 黄猿 / frustration（2013年4月4日）
- THE OTOGIBANASHI'S / Gana Gana Ganda（2013年4月26日）
- DJ ISSO & CAMPANELLA / MIND YOUR C調（2013年5月17日）
- パスピエ / 最終電車 featuring 泉まくら（OMSB from SIMI LABのREMIX）（2013年5月22日）*remix by OMSB
- VANADIAN EFFECT / Back To The Walker（2013年6月5日）
- MARIA
  - HipHop's ma...（2013年7月12日）*prod as OMSB & WAH NAH MICHEAL
  - Casca（2013年7月12日）
  - God Is Off On Sunday（2013年7月12日）
  - Roller Coaster feat. JUMA & OMSB（2013年7月12日）*prod as WAH NAH MICHEAL
  - Never Too Late（2013年7月12日）*prod as WAH NAH MICHEAL
  - Bon Voyage（2013年7月12日）*prod as One Man Slang Band
- PRIMAL / 子供とママと家庭（2013年8月21日）
- RITTO / o.m.Gazimaru（2013年12月13日）
- Vito Foccacio / Born To Kill（2013年12月20日）
- 前里慎太郎 a.k.a Mr. IC / wonder walker（2014年1月8日）
- SIMI LAB
  - We Just（2014年1月29日）
  - Dawn（2014年3月5日）
  - Oasis（2014年3月5日）
  - Karma（2014年3月5日）
  - $$$$$（2014年3月5日）
  - Kommunicator（2014年3月5日）*prod as WAH NAH MICHEAL
  - Mind Over Matter（2014年3月5日）*prod as WAH NAH MICHEAL
  - Player（2014年3月5日）
  - Street（2014年3月5日）*prod as WAH NAH MICHEAL
  - Yawn（2014年3月5日）
  - Come To The Throne（2014年3月5日）*prod as WAH NAH MICHEAL
- ZORN
  - Japanese Hiphop 不適合者（2014年4月16日）
  - Wake up（2014年4月16日）
- CAMPANELLA / sho nuff bomb（2014年4月30日）
- KOHH / Drugs（2014年7月30日）
- Y'S / Fuc* U（2014年8月6日）
- 威神 / Not You（2015年4月22日）

## 出演

### MV
- スカートとPUNPEE『ODDTAXI』（2021年4月、ポニーキャニオン）[1]